# Обучение с учителем
Обуче́ние с учи́телем (англ. Supervised learning) — один из способов машинного обучения, в ходе которого испытуемая система принудительно обучается с помощью примеров «стимул-реакция». С точки зрения кибернетики, является одним из видов кибернетического эксперимента. Между входами и эталонными выходами (стимул-реакция) может существовать некоторая зависимость, но она неизвестна. Известна только конечная совокупность прецедентов — пар «стимул-реакция», называемая обучающей выборкой. На основе этих данных требуется восстановить зависимость (построить модель отношений стимул-реакция, пригодных для прогнозирования), то есть построить алгоритм, способный для любого объекта выдать достаточно точный ответ. Для измерения точности ответов, так же как и в обучении на примерах, может вводиться функционал качества.

## Принцип постановки данного эксперимента

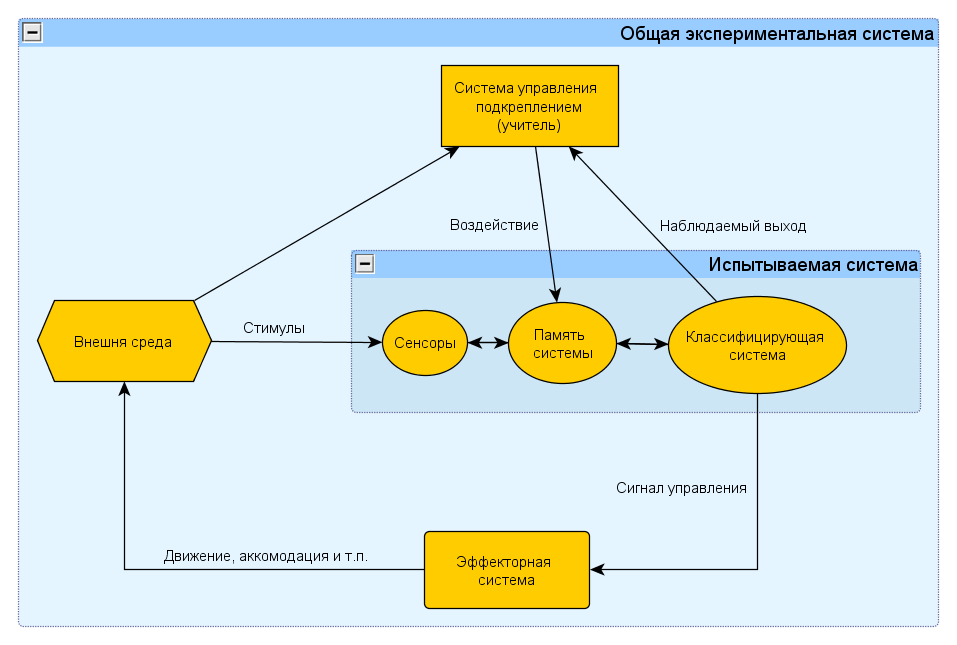

Данный эксперимент представляет собой частный случай кибернетического эксперимента с обратной связью. Постановка данного эксперимента предполагает наличие экспериментальной системы, метода обучения и метода испытания системы или измерения характеристик.
Экспериментальная система в свою очередь состоит из испытываемой (используемой) системы, пространства стимулов, получаемых из внешней среды, и системы управления подкреплением (регулятора внутренних параметров). В качестве системы управления подкреплением может быть использовано автоматическое регулирующие устройство (например, термостат) или человек-оператор (учитель), способный реагировать на реакции испытываемой системы и стимулы внешней среды путём применения особых правил подкрепления, изменяющих состояние памяти системы.
Различают два варианта: (1) когда реакция испытываемой системы не изменяет состояние внешней среды, и (2) когда реакция системы изменяет стимулы внешней среды. Эти схемы указывают принципиальное сходство такой системы общего вида с биологической нервной системой.

## Типология задач обучения с учителем

### Типы входных данных
- Признаковое описание — наиболее распространённый случай. Каждый объект описывается набором своих характеристик, называемых признаками. Признаки могут быть числовыми или нечисловыми.
- Матрица расстояний между объектами. Каждый объект описывается расстояниями до всех остальных объектов обучающей выборки. С этим типом входных данных работают немногие методы, в частности, метод k ближайших соседей, метод парзеновского окна, метод потенциальных функций.
- Временной ряд или сигнал представляет собой последовательность измерений во времени. Каждое измерение может представляться числом, вектором, а в общем случае — признаковым описанием исследуемого объекта в данный момент времени.
- Изображение или видеоряд.
- Встречаются и более сложные случаи, когда входные данные представляются в виде графов, текстов, результатов запросов к базе данных, и т. д. Как правило, они приводятся к первому или второму случаю путём предварительной обработки данных и извлечения признаков.

### Типы откликов
- Когда множество возможных ответов бесконечно (ответы являются действительными числами или векторами), говорят о задачах регрессии и аппроксимации ;
- Когда множество возможных ответов конечно, говорят о задачах классификации и распознавания образов;
- Когда ответы характеризуют будущие поведения процесса или явления, говорят о задачах прогнозирования.

## Вырожденные виды систем управления подкреплением («учителей»)
- Система подкрепления с управлением по реакции (R — управляемая система) — характеризуется тем, что информационный канал от внешней среды к системе подкрепления не функционирует. Данная система, несмотря на наличие системы управления, относится к спонтанному обучению, так как испытуемая система обучается автономно, под действием лишь своих выходных сигналов независимо от их «правильности». При таком методе обучения для управления изменением состояния памяти не требуется никакой внешней информации;
- Система подкрепления с управлением по стимулам (S — управляемая система) — характеризуется тем, что информационный канал от испытываемой системы к системе подкрепления не функционирует. Несмотря на нефункционирующий канал от выходов испытываемой системы, относится к обучению с учителем, так как в этом случае система подкрепления (учитель) заставляет испытываемую систему вырабатывать реакции согласно определённому правилу, хотя и не принимается во внимание наличие истинных реакций испытываемой системы.

Данное различие позволяет более глубоко взглянуть на различия между различными способами обучения, так как грань между обучением с учителем и обучением без учителя более тонка. Кроме этого, такое различие позволило показать для искусственных нейронных сетей определённые ограничения для S и R — управляемых систем (см. Теорема сходимости перцептрона).